# Sanaüja
Sanaüja (em catalão e oficialmente) ou Sanahuja (em castelhano) é um município da Espanha na comarca de Segarra, província de Lérida, comunidade autónoma da Catalunha. Tem 33 km² de área e em 2021 tinha 396 habitantes (densidade: 12 hab./km²).

## Demografia
| Variação demográfica do município entre 1991 e 2004 [carece de fontes?] | Variação demográfica do município entre 1991 e 2004 [carece de fontes?] | Variação demográfica do município entre 1991 e 2004 [carece de fontes?] | Variação demográfica do município entre 1991 e 2004 [carece de fontes?] |
| ----------------------------------------------------------------------- | ----------------------------------------------------------------------- | ----------------------------------------------------------------------- | ----------------------------------------------------------------------- |
| 1991                                                                    | 1996                                                                    | 2001                                                                    | 2004                                                                    |
| 468                                                                     | 462                                                                     | 453                                                                     | 476                                                                     |